# Центрархоподібні
Центрархоподібні (Centrarchiformes) — ряд риб, який раніше розглядався у складі ряду окунеподібних (Perciformes). Містить 17 родин, які вперше з'явилися 55,8 млн років тому, в еоцені. Поширені у Австралії, Далекому Сході Азії, Північній і Південній Америці.

## Систематика
Містить 18 родин у 5 підрядах:
- Підряд Centrarchoidei
  - Centrarchidae
  - Elassomatidae
  - Enoplosidae
  - Sinipercidae
- Підряд Percichthyoidei
  - Percichthyidae
- Підряд Cirrhitioidei
  - Cheilodactylidae
  - Cirrhitidae
  - Aplodactylidae
  - Chironemidae
  - Latridae
- Підряд Terapontoidei
  - Dichistiidae
  - Girellidae
  - Kuhliidae
  - Kyphosidae
  - Microcanthidae
  - Oplegnathidae
  - Scorpididae
  - Terapontidae[3]
- Підряд Percalatoidei
  - Percalatidae

Ще одна родина, яка ймовірно може бути віднесена до Centrarchiformes — це Parascorpididae.